# 葛塚村
葛塚村（くずづかむら）は、かつて新潟県北蒲原郡にあった村。1901年11月1日の合併によって消滅し、現在は新潟市北区の一部となっている。村の区域は、現在の新潟市北区葛塚･白新町･石動の全域および柳原･嘉山･東栄町･かぶとやまの一部。
以下の記述は合併直前当時の旧葛塚村に関しての記述であり、現在では名称等が異なる場合がある。なお、ここに記述されていない内容に関しては新潟市などの記事を参照。

## 歴史
1878年（明治11年）から1889年（明治22年）の村名で、下郷野新田が改称して成立した。下郷野新田は江戸期からの新田名。元禄年間の人別帳に「葛塚村」とあり、もとは葛塚村と称したが後に荒廃したとされる。1730年（享保15年）に開発が始まり、1737年（元文2年）に検地が実施された。1878年（明治11年）に「葛塚村」に改称。
1889年（明治22年）に町村制により葛塚村が発足。1901年（明治34年）に葛塚町の大字である葛塚となる。

### 沿革
- 1889年（明治22年）4月1日 - 町村制施行に伴い北蒲原郡葛塚村が村制施行し、葛塚村が発足。
- 1901年（明治34年）11月1日 - 北蒲原郡太田古屋村、嘉山村（一部）と合併し、町制施行して葛塚町となり消滅。

## 行政

### 歴代村長
- 阿部康介（1889年ごろ - ）[4]
- 常木惣七（ - 1901年10月31日）[1][5][6][7][8][9][10]